# Projet Arctique
Projet Arctique (Ice) est le 8e épisode de la saison 1 de la série télévisée X-Files. Dans cet épisode, Mulder et Scully se rendent dans une base scientifique en Alaska et sont confrontés à un parasite qui provoque chez son hôte des accès de rage incontrôlés.
La principale inspiration de l'épisode est la nouvelle La Bête d'un autre monde (1938), ainsi que ses adaptations cinématographiques, notamment The Thing (1982). Considéré comme un « classique » de la série ayant inspiré à son tour plusieurs autres épisodes de X-Files, il a reçu des critiques très positives. Comme d'autres épisodes écrits par Glen Morgan et James Wong, il aborde le thème de la double personnalité, et il fait par ailleurs évoluer la relation entre Mulder et Scully.

## Résumé
Tout contact a été perdu avec une base scientifique située au cap de Glace, dans le nord-ouest de l'Alaska, le dernier message envoyé par les scientifiques étant particulièrement inquiétant et s'interrompant brutalement. Mulder et Scully sont envoyés sur les lieux en compagnie des docteurs Hodge, un médecin, Da Silva, une toxicologue, et Murphy, un géologue, ainsi que de Bear, leur pilote d'avion. À leur arrivée sur place, ils découvrent que tous les occupants de la base se sont entretués, et Mulder et Bear sont attaqués par un chien. Scully découvre des nodules noirs semblables à ceux de la peste bubonique sur l'animal, et remarque un mouvement sous sa peau. Bear, mordu par le chien, développe des nodules similaires.
Murphy découvre une carotte de glace dans laquelle se trouve un parasite. Scully, Mulder et Murphy pensent que ce parasite a pu contaminer le personnel de la base et demandent un examen médical pour tout le monde. Bear refuse de s'y soumettre et essaie de prendre la fuite. Maîtrisé par Mulder et Scully, il est pris de convulsions et meurt quand Hodge lui retire le ver qui bougeait sous sa peau à la base de son cou. Mulder demande par radio une évacuation suivie d'une procédure de quarantaine mais les conditions météorologiques empêchent toute évacuation immédiate. Un autre ver encore vivant est retiré de l'un des cadavres.
Les vers sont étudiés par Hodge et Scully, qui découvrent qu'ils se logent dans l'hypothalamus et provoquent des comportements agressifs. La paranoïa gagne le groupe et une dispute éclate entre Mulder et Scully au sujet de ce qu'il faut faire des vers, Mulder pensant qu'ils sont d'origine extraterrestre et qu'il faut les ramener vivants alors que Scully veut les détruire pour éviter tout risque de contagion. Quand Mulder découvre le corps de Murphy avec la gorge tranchée, Scully, Hodge et Da Silva pensent qu'il est infecté et l'enferment.
Alors que tout le groupe est à fleur de peau, Scully découvre que des larves venant de deux vers différents se sont entretuées. Un deuxième ver est alors introduit dans le corps du chien, et celui-ci retrouve un comportement normal. Hodge et Da Silva veulent placer le dernier ver dans l'organisme de Mulder mais Scully, qui a examiné son partenaire, est désormais convaincue qu'il n'est pas contaminé. Une bagarre éclate entre eux quatre, jusqu'à ce que Hodge découvre que c'est Da Silva qui est infectée. Le dernier ver est alors introduit dans son corps. Après leur évacuation, Mulder veut retourner à la base pour ramener et faire étudier d'autres vers mais le site a été entretemps rasé par les militaires.

## Distribution
- David Duchovny : Fox Mulder
- Gillian Anderson : Dana Scully
- Xander Berkeley : Dr Hodge
- Felicity Huffman : Dr Nancy Da Silva
- Steve Hytner : Dr Denny Murphy
- Jeff Kober : Bear
- Ken Kirzinger : Richter

## Production

### Préproduction
Glen Morgan pose les bases du scénario après avoir lu un article du magazine Science News sur la découverte d'un organisme datant d'environ 250 000 ans dans la glace du Groenland. Le cadre de l'histoire, une base de recherche isolée à l'intérieur d'un cercle polaire et colonisée par une créature extraterrestre, est similaire à celui de la nouvelle La Bête d'un autre monde (1938), de John W. Campbell, et de ses deux adaptations cinématographiques, La Chose d'un autre monde (1951) et The Thing (1982). Chris Carter mentionne ces œuvres comme les principales sources d’inspiration de l'épisode. Des éléments de l'intrigue concernant le ver se retrouvent par ailleurs dans le roman Smilla et l'Amour de la neige (1992), de Peter Høeg. Carter est particulièrement intéressé par l'aspect de l'histoire concernant l'affrontement entre Mulder et Scully, qui porte « un nouveau regard sur leurs personnalités très tôt dans la série ».
Le cadre de l'action présentant les personnages éloignés de toute civilisation va par la suite revenir régulièrement dans les premières saisons de la série, notamment dans les épisodes Quand vient la nuit, Intraterrestres et Le Vaisseau fantôme. Des parasites invertébrés seront également utilisés comme antagonistes dans les épisodes L'Hôte, Intraterrestres, Contamination et Un coin perdu.

### Tournage
Glen Morgan et James Wong insistent pour que le réalisateur de l'épisode soit David Nutter, qu'ils ont rencontré sur la série 21 Jump Street. Grâce à la qualité de sa mise en scène, Nutter devient par la suite le premier réalisateur régulier de X-Files. Graeme Murray, le nouveau chef décorateur de la série chargé de créer le décor de la base de recherche, a travaillé comme décorateur de plateau sur The Thing, autre point commun avec ce film.
Projet Arctique est conçu comme un « épisode bouteille », genre d'épisodes où le faible nombre de décors et d'acteurs impliqués permet de réduire le budget. Néanmoins, les dépenses pour l'épisode dépassent le budget prévu. Les intérieurs sont filmés sur le site d'une ancienne brasserie Molson, alors que les extérieurs sont tournés au Delta Air Park, un aérodrome de Delta, au sud de Vancouver. Carter aurait souhaité tourner l'épisode au pôle Nord mais le budget rend cela impossible.
Des serpents enveloppés dans du latex sont envisagés pour représenter les vers mais cela se révèle infaisable, et des larves de ténébrion meunier sont utilisées à la place. Les effets des vers rampants sous la peau de leurs hôtes sont réalisés avec des fils de fer sous des fausses peaux et un faux pelage pour le chien. Les vers nageant dans les bocaux et celui introduit dans l'oreille du chien sont pour leur part créés numériquement. Le maquilleur Toby Lindala, qui deviendra par la suite le chef maquilleur de la série, intervient pour la première fois sur la série à l'occasion de cet épisode.
L'équipe de production estime que c'est l'un des meilleurs épisodes de la saison. Chris Carter affirme que les scénaristes et le réalisateur « se sont surpassés » et que toute la distribution était « géniale ». David Nutter déclare que le plus grand défi était de « transmettre un puissant sentiment de paranoïa » en examinant en détail « les émotions les plus fondamentales de chaque personnage » et en établissant de forts liens émotionnels entre Mulder et Scully.

## Accueil

### Audiences
Lors de sa première diffusion aux États-Unis, l'épisode réalise un score de 6,6 sur l'échelle de Nielsen, avec 11 % de parts de marché, et est regardé par 10 millions de téléspectateurs.

### Accueil critique
L'épisode a été accueilli très favorablement par la critique. Dans leur livre sur la série, Robert Shearman et Lars Pearson lui donnent la note de 5/5, affirmant que c'est un « épisode-clé » qui aura par la suite une grande influence sur l'évolution de la série, et que « les thèmes les plus importants de The Thing » se mêlent à des personnages « bien campés ». Le New York Daily News évoque un épisode « intense et effrayant » dont l'intrigue serait digne de figurer en bonne place parmi celles de La Quatrième Dimension. Pour le magazine Entertainment Weekly, qui lui donne la note de A-, c'est un épisode « particulièrement tendu et au rythme vif ».
Le magazine Empire le classe à la 8e place des meilleurs épisodes de la série, le décrivant comme une histoire au suspense exacerbé, et encore amplifié par son environnement, qui est « l'un des temps forts de la première saison avec Compressions ». Le site The A.V. Club le classe parmi les 10 meilleurs épisodes de la série, Keith Phipps lui donnant la note de A, et estimant que, même si ce n'est pas l'épisode le plus original de la série, toute la distribution « joue la paranoïa à la perfection », avec notamment des confrontations électriques entre Mulder et Scully, et le réalisateur « fait un usage formidable » de l'espace et des ombres. Juliette Harrisson, du site Den of Geek, affirme que c'est le meilleur épisode standalone de la saison, évoquant une histoire pleine de tension et de claustrophobie qui fait faire de plus « un grand bond en avant aux relations entre Mulder et Scully ».
En France, le site Le Monde des Avengers estime que l'épisode « n’a pas vieilli d’un pouce » avec sa « remarquable » mise en scène, une « progression dramatique [qui] ne connaît aucun temps mort » et une interprétation à la hauteur, particulièrement celle de David Duchovny, Xander Berkeley et surtout Gillian Anderson qui « confère une force incroyable à Scully ». Pour le site Daily Mars, ce huis clos à la tension palpable de bout en bout, est « magnifiquement réalisé, tant sur le plan technique que sur le plan humain », même si « les scénaristes manifestent des connaissances assez approximatives en biologie ».

## Analyse
Bien que ne faisant pas partie de l'arc narratif principal de la série, Projet Arctique a été décrit comme un « signe avant-coureur du thème de la conspiration qui deviendra plus prononcé à partir de la deuxième saison » en raison de l'origine extraterrestre du ver et de la destruction de la base par le gouvernement. Il est par ailleurs notable pour son examen approfondi de la relation entre Mulder et Scully. La confiance qui finit par s'instaurer entre eux deux est mise en opposition avec le comportement de Hodge et Da Silva, qui sont unis seulement par leurs suspicions et leur méfiance plus grande envers les autres. Les deux couples de personnages sont dépeints comme des « images miroirs » en raison de leurs approches différentes de la façon d'agir en collaboration.
L'épisode comporte des éléments récurrents du travail de Glen Morgan et James Wong, principalement la notion de double identité et un questionnement sur notre personnalité. Dans son essai, Leslie Jones a noté l'apparition de ce leitmotiv thématique dans plusieurs autres scénarios du binôme tels que Compressions, Mauvais Sang et La Main de l'enfer, dans lesquels les personnages présentent une personnalité de façade alors qu'une autre est cachée en eux.
Anne Simon, professeur de biologie à l'université du Maryland, affirme que de véritables vers parasites s'attacheraient eux aussi à l'hypothalamus car celui-ci n'est pas bloqué par la barrière hémato-encéphalique. Elle compare également Projet Arctique à d'autres épisodes de la série comme Tunguska et Le Baiser de Judas, dans lesquels une forme de vie extraterrestre atteint la Terre à travers un processus de panspermie.